# ICD-10 第20章:疾病および死因の外因
本項は、『疾病及び関連保健問題の国際統計分類』第10版（ICD-10）の「第20章:疾病および死因の外因」の一覧である。

## V00-Y98 - 傷病及び死亡の外因

### (V01-V09)交通事故により受傷した歩行者
- V01 自転車との衝突により受傷した歩行者
- V02 二輪又は三輪のモーター車両との衝突により受傷した歩行者
- V03 乗用車，軽トラック又はバンとの衝突により受傷した歩行者
- V04 大型輸送車両又はバスとの衝突により受傷した歩行者
- V05 鉄道列車又は鉄道車両との衝突により受傷した歩行者
- V06 その他の非モーター車両との衝突により受傷した歩行者
- V09 その他及び詳細不明の交通事故により受傷した歩行者
  - V09.0 その他及び詳細不明のモーター車両が関与した路上外交通事故により受傷した歩行者
  - V09.1 詳細不明の路上外交通事故により受傷した歩行者
  - V09.2 その他及び詳細不明のモーター車両が関与した路上交通事故により受傷した歩行者
  - V09.3 詳細不明の路上交通事故により受傷した歩行者
  - V09.9 詳細不明の交通事故により受傷した歩行者

### (V10-V19) 交通事故により受傷した自転車乗員
- V10 歩行者又は動物との衝突により受傷した自転車乗員
- V11 他の自転車との衝突により受傷した自転車乗員
- V12 二輪又は三輪のモーター車両との衝突により受傷した自転車乗員
- V13 乗用車，軽トラック又はバンとの衝突により受傷した自転車乗員
- V14 大型輸送車両又はバスとの衝突により受傷した自転車乗員
- V15 鉄道列車又は鉄道車両との衝突により受傷した自転車乗員
- V16 その他の非モーター車両との衝突により受傷した自転車乗員
- V17 固定又は静止した物体との衝突により受傷した自転車乗員
- V18 衝突以外の交通事故により受傷した自転車乗員
- V19 その他及び詳細不明の交通事故により受傷した自転車乗員
  - V19.0 その他及び詳細不明のモーター車両との路上外交通事故により受傷した自転車運転者
  - V19.1 その他及び詳細不明のモーター車両との路上外交通事故により受傷した自転車同乗者
  - V19.2 その他及び詳細不明のモーター車両との路上外交通事故により受傷した詳細不明の自転車乗員
  - V19.3 詳細不明の路上外交通事故により受傷した自転車乗員
  - V19.4 その他及び詳細不明のモーター車両との路上交通事故により受傷した自転車運転者
  - V19.5 その他及び詳細不明のモーター車両との路上交通事故により受傷した自転車同乗者
  - V19.6 その他及び詳細不明のモーター車両との路上交通事故により受傷した詳細不明の自転車乗員
  - V19.8 その他の明示された交通事故により受傷した自転車乗員
  - V19.9 詳細不明の路上交通事故により受傷した自転車乗員

### (V20-V29) 交通事故により受傷したオートバイ乗員
- V20 歩行者又は動物との衝突により受傷したオートバイ乗員
- V21 自転車との衝突により受傷したオートバイ乗員
- V22 二輪又は三輪のモーター車両との衝突により受傷したオートバイ乗員
- V23 乗用車，軽トラック又はバンとの衝突により受傷したオートバイ乗員
- V24 大型輸送車両又はバスとの衝突により受傷したオートバイ乗員
- V25 鉄道列車又は鉄道車両との衝突により受傷したオートバイ乗員
- V26 その他の非モーター車両との衝突により受傷したオートバイ乗員
- V27 固定又は静止した物体との衝突により受傷したオートバイ乗員
- V28 衝突以外の交通事故により受傷したオートバイ乗員
- V29 その他及び詳細不明の交通事故により受傷したオートバイ乗員
  - V29.0 その他及び詳細不明のモーター車両との路上外交通事故により受傷したオートバイ運転者
  - V29.1 その他及び詳細不明のモーター車両との路上外交通事故により受傷したオートバイ同乗者
  - V29.2 その他及び詳細不明のモーター車両との路上外交通事故により受傷した詳細不明のオートバイ乗員
  - V29.3 詳細不明の路上外交通事故により受傷したオートバイ乗員
  - V29.4 その他及び詳細不明のモーター車両との路上交通事故により受傷したオートバイ運転者
  - V29.5 その他及び詳細不明のモーター車両との路上交通事故により受傷したオートバイ同乗者
  - V29.6 その他及び詳細不明のモーター車両との路上交通事故により受傷した詳細不明のオートバイ乗員
  - V29.8 その他の明示された交通事故により受傷したオートバイ乗員
  - V29.9 詳細不明の路上交通事故により受傷したオートバイ乗員

### (V30-V39) 交通事故により受傷したオート三輪車乗員
- V30 歩行者又は動物との衝突により受傷したオート三輪車乗員
- V31 自転車との衝突により受傷したオート三輪車乗員
- V32 二輪又は三輪のモーター車両との衝突により受傷したオート三輪車乗員
- V33 乗用車，軽トラック又はバンとの衝突により受傷したオート三輪車乗員
- V34 大型輸送車両又はバスとの衝突により受傷したオート三輪車乗員
- V35 鉄道列車又は鉄道車両との衝突により受傷したオート三輪車乗員
- V36 その他の非モーター車両との衝突により受傷したオート三輪車乗員
- V37 固定又は静止した物体との衝突により受傷したオート三輪車乗員
- V38 衝突以外の交通事故により受傷したオート三輪車乗員
- V39 その他及び詳細不明の交通事故により受傷したオート三輪車乗員
  - V39.0 その他及び詳細不明のモーター車両との路上外交通事故により受傷したオート三輪車運転者
  - V39.1 その他及び詳細不明のモーター車両との路上外交通事故により受傷したオート三輪車同乗者
  - V39.2 その他及び詳細不明のモーター車両との路上外交通事故により受傷した詳細不明のオート三輪車乗員
  - V39.3 詳細不明の路上外交通事故により受傷したオート三輪車乗員
  - V39.4 その他及び詳細不明のモーター車両との路上交通事故により受傷したオート三輪車運転者
  - V39.5 その他及び詳細不明のモーター車両との路上交通事故により受傷したオート三輪車同乗者
  - V39.6 その他及び詳細不明のモーター車両との路上交通事故により受傷した詳細不明のオー ト三輪車乗員
  - V39.8 その他の明示された交通事故により受傷したオート三輪車乗員
  - V39.9 詳細不明の路上交通事故により受傷したオート三輪車乗員

### (V40-V49) 交通事故により受傷した乗用車乗員
- V40 歩行者又は動物との衝突により受傷した乗用車乗員
- V41 自転車との衝突により受傷した乗用車乗員
- V42 二輪又は三輪のモーター車両との衝突により受傷した乗用車乗員
- V43 乗用車，軽トラック又はバンとの衝突により受傷した乗用車乗員
- V44 大型輸送車両又はバスとの衝突により受傷した乗用車乗員
- V45 鉄道列車又は鉄道車両との衝突により受傷した乗用車乗員
- V46 その他の非モーター車両との衝突により受傷した乗用車乗員
- V47 固定又は静止した物体との衝突により受傷した乗用車乗員
- V48 衝突以外の交通事故により受傷した乗用車乗員
- V49 その他及び詳細不明の交通事故により受傷した乗用車乗員
  - V49.0 その他及び詳細不明のモーター車両との路上外交通事故により受傷した乗用車運転者
  - V49.1 その他及び詳細不明のモーター車両との路上外交通事故により受傷した乗用車同乗者
  - V49.2 その他及び詳細不明のモーター車両との路上外交通事故により受傷した詳細不明の乗用車乗員
  - V49.3 詳細不明の路上外交通事故により受傷した乗用車乗員
  - V49.4 その他及び詳細不明のモーター車両との路上交通事故により受傷した乗用車運転者
  - V49.5 その他及び詳細不明のモーター車両との路上交通事故により受傷した乗用車同乗者
  - V49.6 その他及び詳細不明のモーター車両との路上交通事故により受傷した詳細不明の乗用車乗員
  - V49.8 その他の明示された交通事故により受傷した乗用車乗員
  - V49.9 詳細不明の路上交通事故により受傷した乗用車乗員

### (V50-V59) 交通事故により受傷した軽トラック乗員又はバン乗員
- V50 歩行者又は動物との衝突により受傷した軽トラック乗員又はバン乗員
- V51 自転車との衝突により受傷した軽トラック乗員又はバン乗員
- V52 二輪又は三輪のモーター車両との衝突により受傷した軽トラック乗員又はバン乗員
- V53 乗用車，軽トラック又はバンとの衝突により受傷した軽トラック乗員又はバン乗員
- V54 大型輸送車両又はバスとの衝突により受傷した軽トラック乗員又はバン乗員
- V55 鉄道列車又は鉄道車両との衝突により受傷した軽トラック乗員又はバン乗員
- V56 その他の非モーター車両との衝突により受傷した軽トラック乗員又はバン乗員
- V57 固定又は静止した物体との衝突により受傷した軽トラック乗員又はバン乗員
- V58 衝突以外の交通事故により受傷した軽トラック乗員又はバン乗員
- V59 その他及び詳細不明の交通事故により受傷した軽トラック乗員又はバン乗員
  - V59.0 その他及び詳細不明のモーター車両との路上外交通事故により受傷した軽トラック運転者又はバン運転者
  - V59.1 その他及び詳細不明のモーター車両との路上外交通事故により受傷した軽トラック同乗者又はバン同乗者
  - V59.2 その他及び詳細不明のモーター車両との路上外交通事故により受傷した詳細不明の軽トラック乗員又は詳細不明のバン乗員
  - V59.3 詳細不明の路上外交通事故により受傷した軽トラック乗員又はバン乗員
  - V59.4 その他及び詳細不明のモーター車両との路上交通事故により受傷した軽トラック運転者又はバン運転者
  - V59.5 その他及び詳細不明のモーター車両との路上交通事故により受傷した軽トラック同乗者又はバン同乗者
  - V59.6 その他及び詳細不明のモーター車両との路上交通事故により受傷した詳細不明の軽トラック乗員又は詳細不明のバン乗員
  - V59.8 その他の明示された交通事故により受傷した軽トラック乗員又はバン乗員
  - V59.9 詳細不明の路上交通事故により受傷した軽トラック乗員又はバン乗員

### (V60-V69) 交通事故により受傷した大型輸送車両乗員
- V60 歩行者又は動物との衝突により受傷した大型輸送車両乗員
- V61 自転車との衝突により受傷した大型輸送車両乗員
- V62 二輪又は三輪のモーター車両との衝突により受傷した大型輸送車両乗員
- V63 乗用車，軽トラック又はバンとの衝突により受傷した大型輸送車両乗員
- V64 大型輸送車両又はバスとの衝突により受傷した大型輸送車両乗員
- V65 鉄道列車又は鉄道車両との衝突により受傷した大型輸送車両乗員
- V66 その他の非モーター車両との衝突により受傷した大型輸送車両乗員
- V67 固定又は静止した物体との衝突により受傷した大型輸送車両乗員
- V68 衝突以外の交通事故により受傷した大型輸送車両乗員
- V69 その他及び詳細不明の交通事故により受傷した大型輸送車両乗員
  - V69.0 その他及び詳細不明のモーター車両との路上外交通事故により受傷した大型輸送車両運転者
  - V69.1 その他及び詳細不明のモーター車両との路上外交通事故により受傷した大型輸送車両同乗者
  - V69.2 その他及び詳細不明のモーター車両との路上外交通事故により受傷した詳細不明の大型輸送車両乗員
  - V69.3 詳細不明の路上外交通事故により受傷した大型輸送車両乗員
  - V69.4 その他及び詳細不明のモーター車両との路上交通事故により受傷した大型輸送車両運転者
  - V69.5 その他及び詳細不明のモーター車両との路上交通事故により受傷した大型輸送車両同乗者
  - V69.6 その他及び詳細不明のモーター車両との路上交通事故により受傷した詳細不明の大型輸送車両乗員
  - V69.8 その他の明示された交通事故により受傷した大型輸送車両乗員
  - V69.9 詳細不明の路上交通事故により受傷した大型輸送車両乗員

### (V70-V79) 交通事故により受傷したバス乗員
- V70 歩行者又は動物との衝突により受傷したバス乗員
- V71 自転車との衝突により受傷したバス乗員
- V72 二輪又は三輪のモーター車両との衝突により受傷したバス乗員
- V73 乗用車，軽トラック又はバンとの衝突により受傷したバス乗員
- V74 大型輸送車両又はバスとの衝突により受傷したバス乗員
- V75 鉄道列車又は鉄道車両との衝突により受傷したバス乗員
- V76 その他の非モーター車両との衝突により受傷したバス乗員
- V77 固定又は静止した物体との衝突により受傷したバス乗員
- V78 衝突以外の交通事故により受傷したバス乗員
- V79 その他及び詳細不明の交通事故により受傷したバス乗員
  - V79.0 その他及び詳細不明のモーター車両との路上外交通事故により受傷したバス運転者
  - V79.1 その他及び詳細不明のモーター車両との路上外交通事故により受傷したバス同乗者<乗客>
  - V79.2 その他及び詳細不明のモーター車両との路上外交通事故により受傷した詳細不明のバス乗員
  - V79.3 詳細不明の路上外交通事故により受傷したバス乗員
  - V79.4 その他及び詳細不明のモーター車両との路上交通事故により受傷したバス運転者
  - V79.5 その他及び詳細不明のモーター車両との路上交通事故により受傷したバス同乗者<乗客>
  - V79.6 その他及び詳細不明のモーター車両との路上交通事故により受傷した詳細不明のバス乗員
  - V79.8 その他の明示された交通事故により受傷したバス乗員
  - V79.9 詳細不明の路上交通事故により受傷したバス乗員

### (V80-V89) その他の陸上交通事故
- V80 交通事故により受傷した動物牽引車乗員又は動物に乗った者
  - V80.0 衝突以外の事故における動物又は動物牽引車からの落下又は投げ出されにより受傷した動物牽引車乗員又は動物に乗った者
  - V80.1 歩行者又は動物との衝突により受傷した動物牽引車乗員又は動物に乗った者
  - V80.2 自転車との衝突により受傷した動物牽引車乗員又は動物に乗った者
  - V80.3 二輪又は三輪のモーター車両との衝突により受傷した動物牽引車乗員又は動物に乗った者
  - V80.4 乗用車，軽トラック，バン，大型輸送車両又はバスとの衝突により受傷した動物牽引車乗員又は動物に乗った者
  - V80.5 その他の明示されたモーター車両との衝突により受傷した動物牽引車乗員又は動物に乗った者
  - V80.6 鉄道列車又は鉄道車両との衝突により受傷した動物牽引車乗員又は動物に乗った者
  - V80.7 その他の非モーター車両との衝突により受傷した動物牽引車乗員又は動物に乗った者
  - V80.8 固定又は静止した物体との衝突により受傷した動物牽引車乗員又は動物に乗った者
  - V80.9 その他及び詳細不明の交通事故により受傷した動物牽引車乗員又は動物に乗った者
- V81 交通事故により受傷した鉄道列車乗員又は鉄道車両乗員
  - V81.0 モーター車両との路上外交通事故により受傷した鉄道列車乗員又は鉄道車両乗員
  - V81.1 モーター車両との路上交通事故により受傷した鉄道列車乗員又は鉄道車両乗員
  - V81.2 鉄道車両間の衝突又は衝撃により受傷した鉄道列車乗員又は鉄道車両乗員
  - V81.3 その他の物体との衝突により受傷した鉄道列車乗員又は鉄道車両乗員
  - V81.4 鉄道列車又は鉄道車両の乗降中に受傷した者
  - V81.5 鉄道列車又は鉄道車両上での転倒により受傷した鉄道列車乗員又は鉄道車両乗員
  - V81.6 鉄道列車又は鉄道車両からの転落により受傷した鉄道列車乗員又は鉄道車両乗員
  - V81.7 衝突が先行しない脱線により受傷した鉄道列車乗員又は鉄道車両乗員
  - V81.8 その他の明示された鉄道事故により受傷した鉄道列車乗員又は鉄道車両乗員
  - V81.9 詳細不明の鉄道事故により受傷した鉄道列車乗員又は鉄道車両乗員
- V82 交通事故により受傷した市街電車乗員
  - V82.0 モーター車両との路上外交通事故により受傷した市街電車乗員
  - V82.1 モーター車両との路上交通事故により受傷した市街電車乗員
  - V82.2 市街電車間の衝突又は衝撃により受傷した市街電車乗員
  - V82.3 その他の物体との衝突により受傷した市街電車乗員
  - V82.4 市街電車の乗降中に受傷した者
  - V82.5 市街電車上での転倒により受傷した市街電車乗員
  - V82.6 市街電車からの転落により受傷した市街電車乗員
  - V82.7 衝突が先行しない脱線により受傷した市街電車乗員
  - V82.8 その他の明示された交通事故により受傷した市街電車乗員
  - V82.9 詳細不明の路上交通事故により受傷した市街電車乗員
- V83 主として工業用地内で使用される特殊車両の乗員で，交通事故により受傷した者
  - V83.0 工業用特殊車両の運転者で，路上交通事故により受傷した者
  - V83.1 工業用特殊車両の同乗者で，路上交通事故により受傷した者
  - V83.2 工業用特殊車両の外側に乗っていた者で，路上交通事故により受傷した者
  - V83.3 工業用特殊車両の詳細不明の乗員で，路上交通事故により受傷した者
  - V83.4 工業用特殊車両の乗降中に受傷した者
  - V83.5 工業用特殊車両の運転者で，路上外交通事故により受傷した者
  - V83.6 工業用特殊車両の同乗者で，路上外交通事故により受傷した者
  - V83.7 工業用特殊車両の外側に乗っていた者で，路上外交通事故により受傷した者
  - V83.9 工業用特殊車両の詳細不明の乗員で，路上外交通事故により受傷した者
- V84 主として農業用に使用される特殊車両の乗員で，交通事故により受傷した者
  - V84.0 農業用特殊車両の運転者で，路上交通事故により受傷した者
  - V84.1 農業用特殊車両の同乗者で，路上交通事故により受傷した者
  - V84.2 農業用特殊車両の外側に乗っていた者で，路上交通事故により受傷した者
  - V84.3 農業用特殊車両の詳細不明の乗員で，路上交通事故により受傷した者
  - V84.4 農業用特殊車両の乗降中に受傷した者
  - V84.5 農業用特殊車両の運転者で，路上外交通事故により受傷した者
  - V84.6 農業用特殊車両の同乗者で，路上外交通事故により受傷した者
  - V84.7 農業用特殊車両の外側に乗っていた者で，路上外交通事故により受傷した者
  - V84.9 農業用特殊車両の詳細不明の乗員で，路上外交通事故により受傷した者
- V85 建設用特殊車両の乗員で，交通事故により受傷した者
  - V85.0 建設用特殊車両の運転者で，路上交通事故により受傷した者
  - V85.1 建設用特殊車両の同乗者で，路上交通事故により受傷した者
  - V85.2 建設用特殊車両の外側に乗っていた者で，路上交通事故により受傷した者
  - V85.3 建設用特殊車両の詳細不明の乗員で，路上交通事故により受傷した者
  - V85.4 建設用特殊車両の乗降中に受傷した者
  - V85.5 建設用特殊車両の運転者で，路上外交通事故により受傷した者
  - V85.6 建設用特殊車両の同乗者で，路上外交通事故により受傷した者
  - V85.7 建設用特殊車両の外側に乗っていた者で，路上外交通事故により受傷した者
  - V85.9 建設用特殊車両の詳細不明の乗員で，路上外交通事故により受傷した者
- V86 本来道路外<オフロード>で使用するために設計された特殊全地形用又はその他のモーター車両の乗員で，交通事故により受傷した者
  - V86.0 全地形用又はその他の道路外<オフロード>用モーター車両の運転者で，路上交通事故により受傷した者
  - V86.1 全地形用又はその他の道路外<オフロード>用モーター車両の同乗者で，路上交通事故により受傷した者
  - V86.2 全地形用又はその他の道路外<オフロード>用モーター車両の外側に乗っていた者で，路上交通事故により受傷した者
  - V86.3 全地形用又はその他の道路外<オフロード>用モーター車両の詳細不明の乗員で，路上交通事故により受傷した者
  - V86.4 全地形用又はその他の道路外<オフロード>用モーター車両の乗降中に受傷した者
  - V86.5 全地形用又はその他の道路外<オフロード>用モーター車両の運転者で，路上外交通事故により受傷した者
  - V86.6 全地形用又はその他の道路外<オフロード>用モーター車両の同乗者で，路上外交通事故により受傷した者
  - V86.7 全地形用又はその他の道路外<オフロード>用モーター車両の外側に乗っていた者で，路上外交通事故により受傷した者
  - V86.9 全地形用又はその他の道路外<オフロード>用モーター車両の詳細不明の乗員で，路上外交通事故により受傷した者
- V87 事故の形態が明示され，受傷者の輸送形態が不明の路上交通事故
  - V87.0 乗用車と二輪又は三輪のモーター車両との衝突(路上交通事故)により受傷した者
  - V87.1 その他のモーター車両と二輪又は三輪のモーター車両との衝突(路上交通事故)により受傷した者
  - V87.2 乗用車と軽トラック又はバンとの衝突(路上交通事故)により受傷した者
  - V87.3 乗用車とバスとの衝突(路上交通事故)により受傷した者
  - V87.4 乗用車と大型輸送車両との衝突(路上交通事故)により受傷した者
  - V87.5 大型輸送車両とバスとの衝突(路上交通事故)により受傷した者
  - V87.6 鉄道列車又は鉄道車両と乗用車との衝突(路上交通事故)により受傷した者
  - V87.7 その他の明示されたモーター車両間の衝突(路上交通事故)により受傷した者
  - V87.8 モーター車両が関与したその他の明示された衝突以外の交通事故(路上交通事故)により受傷した者
  - V87.9 非モーター車両が関与したその他の明示された(衝突)(非衝突)交通事故(路上交通事故)により受傷した者
- V88 事故の形態が明示され，受傷者の輸送形態が不明の路上外交通事故
  - V88.0 乗用車と二輪又は三輪のモーター車両との衝突により受傷した者，路上外交通事故
  - V88.1 その他のモーター車両と二輪又は三輪のモーター車両との衝突により受傷した者，路上外交通事故
  - V88.2 乗用車と軽トラック又はバンとの衝突により受傷した者，路上外交通事故
  - V88.3 乗用車とバスとの衝突により受傷した者，路上外交通事故
  - V88.4 乗用車と大型輸送車両との衝突により受傷した者，路上外交通事故
  - V88.5 大型輸送車両とバスとの衝突により受傷した者，路上外交通事故
  - V88.6 鉄道列車又は鉄道車両と乗用車との衝突により受傷した者，路上外交通事故
  - V88.7 その他の明示されたモーター車両間の衝突により受傷した者，路上外交通事故
  - V88.8 モーター車両が関与したその他の明示された衝突以外の交通事故により受傷した者，路上外交通事故
  - V88.9 非モーター車両が関与したその他の明示された(衝突)(非衝突)交通事故により受傷した者，路上外交通事故
- V89 車両(駆動形態を問わない)事故，車両の型式不明
  - V89.0 詳細不明のモーター車両事故により受傷した者，路上外交通事故
  - V89.1 詳細不明の非モーター車両事故により受傷した者，路上外交通事故
  - V89.2 詳細不明のモーター車両事故により受傷した者，路上交通事故
  - V89.3 詳細不明の非モーター車両事故により受傷した者，路上交通事故
  - V89.9 詳細不明の車両事故により受傷した者

### (V90-V94) 水上交通事故
- V90 溺死又は溺水を生じた船舶事故
- V91 その他の損傷を生じた船舶事故
- V92 船舶事故を伴わない，水上交通機関の関係した溺死及び溺水
- V93 船舶事故を伴わない船舶上の事故で，溺死及び溺水を生じないもの
- V94 その他及び詳細不明の水上交通事故

### (V95-V97) 航空及び宇宙交通事故
- V95 乗員が受傷した動力航空機事故
  - V95.0 乗員が受傷したヘリコプター事故
  - V95.1 乗員が受傷した超軽量，軽量又は動力付きグライダー事故
  - V95.2 乗員が受傷したその他の自家用固定翼航空機事故
  - V95.3 乗員が受傷した商業用固定翼航空機事故
  - V95.4 乗員が受傷した宇宙船事故
  - V95.8 乗員が受傷したその他の航空機事故
  - V95.9 乗員が受傷した詳細不明の航空機事故
- V96 乗員が受傷した無動力航空機事故
  - V96.0 乗員が受傷した気球事故
  - V96.1 乗員が受傷したハンググライダー事故
  - V96.2 乗員が受傷したグライダー(無動力)事故
  - V96.8 乗員が受傷したその他の無動力航空機事故
  - V96.9 乗員が受傷した詳細不明の無動力航空機事故
- V97 その他の明示された航空交通事故
  - V97.0 その他の明示された航空交通事故により受傷した航空機乗員
  - V97.1 航空機の乗降中に受傷した者
  - V97.2 航空交通事故により受傷したパラシュート降下者
  - V97.3 航空交通事故により受傷した地上の者
  - V97.8 その他の航空交通事故，他に分類されないもの

### (V98-V99) その他及び詳細不明の交通事故
- V98 その他の明示された交通事故
- V99 詳細不明の交通事故

### (W00-W19) 転倒・転落
- W00 氷及び雪による同一平面上での転倒
- W01 スリップ，つまづき及びよろめきによる同一平面上での転倒
- W02 アイススケート，スキー，ローラースケート又はスケートボードによる転倒
- W03 他人との衝突又は他人に押されることによる同一平面上でのその他の転倒
- W04 他人によって運ばれているとき又は支えられているときの転倒・転落
- W05 車椅子からの転落
- W06 ベッドからの転落
- W07 椅子からの転落
- W08 その他の家具からの転落
- W09 運動場設備からの転落
- W10 階段及びステップからの転落及びその上での転倒
- W11 はしごからの転落又はその上での転倒
- W12 足場からの転落又はその上での転倒
- W13 建物又は建造物からの転落
- W14 樹木からの転落
- W15 がけからの転落
- W16 溺死又は溺水以外の損傷を生じた水中への潜水又は飛込み
- W17 その他の転落
- W18 同一平面上でのその他の転倒
- W19 詳細不明の転落

### (W20-W49) 生物によらない機械的な力への曝露
- W20 投げられ，投げ出され又は落下する物体による打撲
- W21 スポーツ用具との衝突又は打撲
- W22 その他の物体との衝突又は打撲
- W23 物体内又は物体間への捕捉，圧挫，圧入又は挟まれ
- W24 持ち上げ装置及び伝達装置との接触，他に分類されないもの
- W25 鋭いガラスとの接触
- W26 ナイフ，刀剣又は短剣との接触
- W27 無動力手工具との接触
- W28 動力芝刈り機との接触
- W29 その他の動力手工具及び家庭用機械との接触
- W30 農業用機械との接触
- W31 その他及び詳細不明の機械との接触
- W32 拳銃の発射
- W33 ライフル，ショットガン及び大型銃器の発射
- W34 その他及び詳細不明の銃器の発射
- W35 ボイラーの爆発及び破裂
- W36 ガスシリンダーの爆発及び破裂
- W37 加圧されたタイヤ，パイプ又はホースの爆発及び破裂
- W38 その他の明示された加圧された装置の爆発及び破裂
- W39 花火の発射
- W40 その他の物質の爆発
- W41 高圧ジェットへの曝露
- W42 騒音への曝露
- W43 振動への曝露
- W44 目又は自然の孔口からの異物侵入
- W45 皮膚からの異物侵入
- W49 その他及び詳細不明の生物によらない機械的な力への曝露

### (W50-W64) 生物による機械的な力への曝露
- W50 他人による叩かれ，打撲，蹴られ，ねじられ，咬まれ又はひっかかれ
- W51 他人との衝突
- W52 群衆又は人の殺到による衝突，押され又は踏まれ
- W53 ネズミによる咬傷
- W54 犬による咬傷又は打撲
- W55 その他の哺乳類による咬傷又は打撲
- W56 海生動物との接触
- W57 無毒昆虫及びその他の無毒節足動物による咬傷又は刺傷
- W58 ワニによる咬傷又は打撲
- W59 その他の爬虫類による咬傷又は挫滅
- W60 植物のとげ及び鋭い葉との接触
- W64 その他及び詳細不明の生物による機械的な力への曝露

### (W65-W74) 不慮の溺死及び溺水
- W65 浴槽内での溺死及び溺水
- W66 浴槽への転落による溺死及び溺水
- W67 水泳プール内での溺死及び溺水
- W68 水泳プールへの転落による溺死及び溺水
- W69 自然の水域内での溺死及び溺水
- W70 自然の水域への転落による溺死及び溺水
- W73 その他の明示された溺死及び溺水
- W74 詳細不明の溺死及び溺水

### (W75-W84) その他の不慮の窒息
- W75 ベッド内での不慮の窒息及び絞首
- W76 その他の不慮の首つり及び絞首
- W77 落盤，落下する土砂及びその他の物体による窒息
- W78 胃内容物の誤えん<嚥><吸引>
- W79 気道閉塞を生じた食物の誤えん<嚥><吸引>
- W80 気道閉塞を生じたその他の物体の誤えん<嚥><吸引>
- W81 低酸素環境への閉じ込め
- W83 その他の明示された窒息
- W84 詳細不明の窒息

### (W85-W99) 電流，放射線並びに極端な気温及び気圧への曝露
- W85 送電線への曝露
- W86 その他の明示された電流への曝露
- W87 詳細不明の電流への曝露
- W88 電離放射線への曝露
- W89 人工の可視光線及び紫外線への曝露
- W90 その他の非電離放射線への曝露
- W91 詳細不明の放射線への曝露
- W92 人工の過度の高温への曝露
- W93 人工の過度の低温への曝露
- W94 高圧，低圧及び気圧の変化への曝露
- W99 その他及び詳細不明の人工の環境要因への曝露

### (X00-X09) 煙，火及び火炎への曝露
- X00 建物又は建造物内の管理されていない火への曝露
- X01 建物又は建造物外の管理されていない火への曝露
- X02 建物又は建造物内の管理された火への曝露
- X03 建物又は建造物外の管理された火への曝露
- X04 高可燃性物質の発火への曝露
- X05 夜着の発火又は溶解への曝露
- X06 その他の着衣及び衣服の発火又は溶解への曝露
- X08 その他の明示された煙，火及び火炎への曝露
- X09 詳細不明の煙，火及び火炎への曝露

### (X10-X19) 熱及び高温物質との接触
- X10 高温の飲物，食物，油脂及び食用油との接触
- X11 蛇口からの熱湯との接触
- X12 その他の高温液体との接触
- X13 スチーム及び高温蒸気との接触
- X14 高温の空気及びガスとの接触
- X15 高温の家庭用具との接触
- X16 高温の暖房器具，ラジエーター及びパイプとの接触
- X17 高温のエンジン，機械及び器具との接触
- X18 その他の高温金属との接触
- X19 その他及び詳細不明の熱及び高温物質との接触

### (X20-X29) 有毒動植物との接触
- X20 毒ヘビ及び毒トカゲとの接触
- X21 毒グモとの接触
- X22 サソリとの接触
- X23 スズメバチ，ジガバチ及びミツバチとの接触
- X24 ムカデ及び有毒ヤスデ(熱帯)との接触
- X25 その他の有毒節足動物との接触
- X26 有毒海生動植物との接触
- X27 その他の明示された有毒動物との接触
- X28 その他の明示された有毒植物との接触
- X29 詳細不明の有毒動植物との接触

### (X30-X39) 自然の力への曝露
- X30 自然の過度の高温への曝露
- X31 自然の過度の低温への曝露
- X32 日光への曝露
- X33 落雷による受傷者
- X34 地震による受傷者
- X35 火山の噴火による受傷者
- X36 なだれ，地すべり及びその他の地面の運動による受傷者
- X37 暴風雨による受傷者
- X38 洪水による受傷者
- X39 その他及び詳細不明の自然の力への曝露

### (X40-X49) 有害物質による不慮の中毒及び有害物質への曝露
- X40 非オピオイド系鎮痛薬，解熱薬及び抗リウマチ薬による不慮の中毒及び曝露
- X41 抗てんかん薬，鎮静・催眠薬，パーキンソン病治療薬及び向精神薬による不慮の中毒及び曝露，他に分類されないもの
- X42 麻薬及び精神変容薬[幻覚発現薬]による不慮の中毒及び曝露，他に分類されないもの
- X43 自律神経系に作用するその他の薬物による不慮の中毒及び曝露
- X44 その他及び詳細不明の薬物，薬剤及び生物学的製剤による不慮の中毒及び曝露
- X45 アルコールによる不慮の中毒及び曝露
- X46 有機溶剤及びハロゲン化炭化水素類及びこれらの蒸気による不慮の中毒及び曝露
- X47 その他のガス及び蒸気による不慮の中毒及び曝露
- X48 農薬による不慮の中毒及び曝露
- X49 その他及び詳細不明の化学物質及び有害物質による不慮の中毒及び曝露

### (X50-X57) 無理ながんばり，旅行及び欠乏状態
- X50 無理ながんばり及び激しい運動又は反復性の運動
- X51 旅行及び移動
- X52 無重力環境への長期滞在
- X53 食糧の不足
- X54 水の不足
- X57 詳細不明の欠乏状態

### (X58-X59) その他及び詳細不明の要因への不慮の曝露
- X58 その他の明示された要因への曝露
- X59 詳細不明の要因への曝露

### (X60-X84) 故意の自傷及び自殺
- X60 非オピオイド系鎮痛薬，解熱薬及び抗リウマチ薬による中毒及び曝露にもとづく自傷及び自殺
- X61 抗てんかん薬，鎮静・催眠薬，パーキンソン病治療薬及び向精神薬による中毒及び曝露にもとづく自傷及び自殺，他に分類されないもの
- X62 麻薬及び精神変容薬[幻覚発現薬]による中毒及び曝露にもとづく自傷及び自殺，他に分類されないもの
- X63 自律神経系に作用するその他の薬物による中毒及び曝露にもとづく自傷及び自殺
- X64 その他及び詳細不明の薬物，薬剤及び生物学的製剤による中毒及び曝露にもとづく自傷及び自殺
- X65 アルコールによる中毒及び曝露にもとづく自傷及び自殺
- X66 有機溶剤及びハロゲン化炭化水素類及びそれらの蒸気による中毒及び曝露にもとづく自傷及び自殺
- X67 その他のガス及び蒸気による中毒及び曝露にもとづく自傷及び自殺
- X68 農薬による中毒及び曝露にもとづく自傷及び自殺
- X69 その他及び詳細不明の化学物質及び有害物質による中毒及び曝露にもとづく自傷及び自殺
- X70 縊首，絞首及び窒息による故意の自傷及び自殺
- X71 溺死及び溺水による故意の自傷及び自殺
- X72 拳銃の発射による故意の自傷及び自殺
- X73 ライフル，散弾銃及び大型銃器の発射による故意の自傷及び自殺
- X74 その他及び詳細不明の銃器の発射による故意の自傷及び自殺
- X75 爆発物による故意の自傷及び自殺
- X76 煙，火及び火炎による故意の自傷及び自殺
- X77 スチーム，高温蒸気及び高温物体による故意の自傷及び自殺
- X78 鋭利な物体による故意の自傷及び自殺
- X79 鈍器による故意の自傷及び自殺
- X80 高所からの飛び降りによる故意の自傷及び自殺
- X81 移動中の物体の前への飛び込み又は横臥による故意の自傷及び自殺
- X82 モーター車両の衝突による故意の自傷及び自殺
- X83 その他の明示された手段による故意の自傷及び自殺
- X84 詳細不明の手段による故意の自傷及び自殺

### (X85-Y09) 加害にもとづく傷害及び死亡
- X85 薬物，薬剤及び生物学的製剤による加害にもとづく傷害及び死亡
- X86 腐食性物質による加害にもとづく傷害及び死亡
- X87 農薬による加害にもとづく傷害及び死亡
- X88 ガス及び蒸気による加害にもとづく傷害及び死亡
- X89 その他の明示された化学物質及び有害物質による加害にもとづく傷害及び死亡
- X90 詳細不明の化学物質又は有害物質による加害にもとづく傷害及び死亡
- X91 縊首，絞首及び窒息による加害にもとづく傷害及び死亡
- X92 溺水による加害にもとづく傷害及び死亡
- X93 拳銃の発射による加害にもとづく傷害及び死亡
- X94 ライフル，散弾銃及び大型銃器の発射による加害にもとづく傷害及び死亡
- X95 その他及び詳細不明の銃器の発射による加害にもとづく傷害及び死亡
- X96 爆発物による加害にもとづく傷害及び死亡
- X97 煙，火及び火炎による加害にもとづく傷害及び死亡
- X98 スチーム，高温蒸気及び高温物体による加害にもとづく傷害及び死亡
- X99 鋭利な物体による加害にもとづく傷害及び死亡
- Y00 鈍器による加害にもとづく傷害及び死亡
- Y01 高所からの突き落としによる加害にもとづく傷害及び死亡
- Y02 移動中の物体の前への押し出し又は置き去りによる加害にもとづく傷害及び死亡
- Y03 モーター車両の衝突による加害にもとづく傷害及び死亡
- Y04 暴力による加害にもとづく傷害及び死亡
- Y05 暴力による性的加害にもとづく傷害及び死亡
- Y06 遺棄又は放置
  - Y06.0 遺棄又は放置，配偶者又はパートナーによるもの
  - Y06.1 遺棄又は放置，親によるもの
  - Y06.2 遺棄又は放置，知人又は友人によるもの
  - Y06.8 遺棄又は放置，その他の明示された者によるもの
  - Y06.9 遺棄又は放置，詳細不明の者によるもの
- Y07 その他の虐待症候群
  - Y07.0 その他の虐待症候群，配偶者又はパートナーによるもの
  - Y07.1 その他の虐待症候群，親によるもの
  - Y07.2 その他の虐待症候群，知人又は友人によるもの
  - Y07.3 その他の虐待症候群，公的機関によるもの
  - Y07.8 その他の虐待症候群，その他の明示された者によるもの
  - Y07.9 その他の虐待症候群，詳細不明の者によるもの
- Y08 その他の明示された手段による加害にもとづく傷害及び死亡
- Y09 詳細不明の手段による加害にもとづく傷害及び死亡

### (Y10-Y34) 不慮か故意か決定されない事件
- Y10 非オピオイド系鎮痛薬，解熱薬及び抗リウマチ薬による中毒及び曝露，不慮か故意か決定されないもの
- Y11 他に分類されない抗てんかん薬，鎮静・催眠薬，パーキンソン病治療薬及び向精神薬による中毒及び曝露，不慮か故意か決定されないもの
- Y12 他に分類されない麻薬及び精神変容薬[幻覚発現薬]による中毒及び曝露，不慮か故意か決定されないもの
- Y13 自律神経系に作用するその他の薬物による中毒及び曝露，不慮か故意か決定されないもの
- Y14 その他及び詳細不明の薬物，薬剤及び生物学的製剤による中毒及び曝露，不慮か故意か決定されないもの
- Y15 アルコールによる中毒及び曝露，不慮か故意か決定されないもの
- Y16 有機溶剤及びハロゲン化炭化水素類及びそれらの蒸気による中毒及び曝露，不慮か故意か決定されないもの
- Y17 その他のガス及び蒸気による中毒及び曝露，不慮か故意か決定されないもの
- Y18 農薬による中毒及び曝露，不慮か故意か決定されないもの
- Y19 その他及び詳細不明の化学物質及び有害物質による中毒及び曝露，不慮か故意か決定されないもの
- Y20 縊首，絞首及び窒息，不慮か故意か決定されないもの
- Y21 溺死及び溺水，不慮か故意か決定されないもの
- Y22 拳銃の発射，不慮か故意か決定されないもの
- Y23 ライフル，散弾銃及び大型銃器の発射，不慮か故意か決定されないもの
- Y24 その他及び詳細不明の銃器の発射，不慮か故意か決定されないもの
- Y25 爆発物との接触，不慮か故意か決定されないもの
- Y26 煙，火及び火炎への曝露，不慮か故意か決定されないもの
- Y27 スチーム，高温蒸気及び高温物体との接触，不慮か故意か決定されないもの
- Y28 鋭利な物体との接触，不慮か故意か決定されないもの
- Y29 鈍器との接触，不慮か故意か決定されないもの
- Y30 高所からの転落，飛び降り又は押され，不慮か故意か決定されないもの
- Y31 移動中の物体の前又は中への転落，横臥又は走り込み，不慮か故意か決定されないもの
- Y32 モーター車両の衝突，不慮か故意か決定されないもの
- Y33 その他の明示された事件，不慮か故意か決定されないもの
- Y34 詳細不明の事件，不慮か故意か決定されないもの

### (Y35-Y36) 法的介入及び戦争行為
- Y35 法的介入
  - Y35.0 銃器による法的介入
  - Y35.1 爆発物による法的介入
  - Y35.2 ガスによる法的介入
  - Y35.3 鈍器による法的介入
  - Y35.4 鋭利な物体による法的介入
  - Y35.5 合法的処刑
  - Y35.6 その他の明示された手段による法的介入
  - Y35.7 法的介入，詳細不明の手段
- Y36 戦争行為
  - Y36.0 海兵器の爆発を伴う戦争行為
  - Y36.1 航空機破壊を伴う戦争行為
  - Y36.2 その他の爆発及び破片を伴う戦争行為
  - Y36.3 火事，火災及び高温物質を伴う戦争行為
  - Y36.4 銃器及びその他の通常の戦闘を伴う戦争行為
  - Y36.5 核兵器を伴う戦争行為
  - Y36.6 生物学的兵器を伴う戦争行為
  - Y36.7 化学兵器及びその他の非通常戦闘を伴う戦争行為
  - Y36.8 停戦後に生じた戦争行為
  - Y36.9 戦争行為，詳細不明

### (Y40-Y59) 治療上の使用により有害作用を引き起こした薬物，薬剤及び生物学的製剤
- Y40 治療上の使用により有害作用を引き起こした薬物，薬剤及び生物学的製剤，全身性抗生物質
  - Y40.0 治療上の使用により有害作用を引き起こした薬物，薬剤及び生物学的製剤，全身性抗生物質，ペニシリン系
  - Y40.1 治療上の使用により有害作用を引き起こした薬物，薬剤及び生物学的製剤，全身性抗生物質，セファロスポリン系及びその他のベータラクタム系抗生物質
  - Y40.2 治療上の使用により有害作用を引き起こした薬物，薬剤及び生物学的製剤，全身性抗生物質，クロラムフェニコール系
  - Y40.3 治療上の使用により有害作用を引き起こした薬物，薬剤及び生物学的製剤，全身性抗生物質，マクロライド系
  - Y40.4 治療上の使用により有害作用を引き起こした薬物，薬剤及び生物学的製剤，全身性抗生物質，テトラサイクリン系
  - Y40.5 治療上の使用により有害作用を引き起こした薬物，薬剤及び生物学的製剤，全身性抗生物質，アミノグリコシド系
  - Y40.6 治療上の使用により有害作用を引き起こした薬物，薬剤及び生物学的製剤，全身性抗生物質，リファマイシン系
  - Y40.7 治療上の使用により有害作用を引き起こした薬物，薬剤及び生物学的製剤，全身性抗生物質，全身性抗真菌性抗生物質
  - Y40.8 治療上の使用により有害作用を引き起こした薬物，薬剤及び生物学的製剤，全身性抗生物質，その他の全身性抗生物質
  - Y40.9 治療上の使用により有害作用を引き起こした薬物，薬剤及び生物学的製剤，全身性抗生物質，全身性抗生物質，詳細不明
- Y41 治療上の使用により有害作用を引き起こした薬物，薬剤及び生物学的製剤，その他の全身性抗感染薬及び抗寄生虫薬
  - Y41.0 治療上の使用により有害作用を引き起こした薬物，薬剤及び生物学的製剤，その他の全身性抗感染薬及び抗寄生虫薬，サルファ剤
  - Y41.1 治療上の使用により有害作用を引き起こした薬物，薬剤及び生物学的製剤，その他の全身性抗感染薬及び抗寄生虫薬，抗ミコバクテリア薬
  - Y41.2 治療上の使用により有害作用を引き起こした薬物，薬剤及び生物学的製剤，その他の全身性抗感染薬及び抗寄生虫薬，抗マラリア薬及びその他の血液寄生性原虫類に作用する薬物
  - Y41.3 治療上の使用により有害作用を引き起こした薬物，薬剤及び生物学的製剤，その他の全身性抗感染薬及び抗寄生虫薬，その他の抗原虫薬
  - Y41.4 治療上の使用により有害作用を引き起こした薬物，薬剤及び生物学的製剤，その他の全身性抗感染薬及び抗寄生虫薬，駆虫薬
  - Y41.5 治療上の使用により有害作用を引き起こした薬物，薬剤及び生物学的製剤，その他の全身性抗感染薬及び抗寄生虫薬，抗ウイルス薬
  - Y41.8 治療上の使用により有害作用を引き起こした薬物，薬剤及び生物学的製剤，その他の全身性抗感染薬及び抗寄生虫薬，その他の明示された全身性抗感染薬及び抗寄生虫薬
  - Y41.9 治療上の使用により有害作用を引き起こした薬物，薬剤及び生物学的製剤，その他の全身性抗感染薬及び抗寄生虫薬，全身性抗感染薬及び抗寄生虫薬，詳細不明
- Y42 治療上の使用により有害作用を引き起こした薬物，薬剤及び生物学的製剤，ホルモン類及びその合成代替薬及び拮抗薬，他に分類されないもの
  - Y42.0 治療上の使用により有害作用を引き起こした薬物，薬剤及び生物学的製剤，ホルモン類及びその合成代替薬及び拮抗薬，他に分類されないもの，グルコ＜糖質＞コルチコイド類及びその合成類似薬
  - Y42.1 治療上の使用により有害作用を引き起こした薬物，薬剤及び生物学的製剤，ホルモン類及びその合成代替薬及び拮抗薬，他に分類されないもの，甲状腺ホルモン及びその代替薬
  - Y42.2 治療上の使用により有害作用を引き起こした薬物，薬剤及び生物学的製剤，ホルモン類及びその合成代替薬及び拮抗薬，他に分類されないもの，抗甲状腺薬
  - Y42.3 治療上の使用により有害作用を引き起こした薬物，薬剤及び生物学的製剤，ホルモン類及びその合成代替薬及び拮抗薬，他に分類されないもの，インスリン及び経口血糖降下薬［抗糖尿病薬］
  - Y42.4 治療上の使用により有害作用を引き起こした薬物，薬剤及び生物学的製剤，ホルモン類及びその合成代替薬及び拮抗薬，他に分類されないもの，経口避妊薬
  - Y42.5 治療上の使用により有害作用を引き起こした薬物，薬剤及び生物学的製剤，ホルモン類及びその合成代替薬及び拮抗薬，他に分類されないもの，その他の卵胞ホルモン類及び黄体ホルモン類
  - Y42.6 治療上の使用により有害作用を引き起こした薬物，薬剤及び生物学的製剤，ホルモン類及びその合成代替薬及び拮抗薬，他に分類されないもの，抗性腺刺激ホルモン類，抗卵胞ホルモン類及び抗男性ホルモン類，他に分類されないもの
  - Y42.7 治療上の使用により有害作用を引き起こした薬物，薬剤及び生物学的製剤，ホルモン類及びその合成代替薬及び拮抗薬，他に分類されないもの，男性ホルモン類及びたんぱく＜蛋白＞同化作用薬
  - Y42.8 治療上の使用により有害作用を引き起こした薬物，薬剤及び生物学的製剤，ホルモン類及びその合成代替薬及び拮抗薬，他に分類されないもの，その他及び詳細不明のホルモン類及びその合成代替薬
  - Y42.9 治療上の使用により有害作用を引き起こした薬物，薬剤及び生物学的製剤，ホルモン類及びその合成代替薬及び拮抗薬，他に分類されないもの，その他及び詳細不明のホルモン拮抗薬
- Y43 治療上の使用により有害作用を引き起こした薬物，薬剤及び生物学的製剤，主として全身に作用する薬物
  - Y43.0 治療上の使用により有害作用を引き起こした薬物，薬剤及び生物学的製剤，主として全身に作用する薬物，抗アレルギー薬及び制吐薬
  - Y43.1 治療上の使用により有害作用を引き起こした薬物，薬剤及び生物学的製剤，主として全身に作用する薬物，抗腫瘍性代謝拮抗薬
  - Y43.2 治療上の使用により有害作用を引き起こした薬物，薬剤及び生物学的製剤，主として全身に作用する薬物，抗腫瘍性天然物
  - Y43.3 治療上の使用により有害作用を引き起こした薬物，薬剤及び生物学的製剤，主として全身に作用する薬物，その他の抗腫瘍薬
  - Y43.4 治療上の使用により有害作用を引き起こした薬物，薬剤及び生物学的製剤，主として全身に作用する薬物，免疫抑制薬
  - Y43.5 治療上の使用により有害作用を引き起こした薬物，薬剤及び生物学的製剤，主として全身に作用する薬物，酸性化及びアルカリ化剤
  - Y43.6 治療上の使用により有害作用を引き起こした薬物，薬剤及び生物学的製剤，主として全身に作用する薬物，酵素類，他に分類されないもの
  - Y43.8 治療上の使用により有害作用を引き起こした薬物，薬剤及び生物学的製剤，主として全身に作用する薬物，主として全身に作用するその他の薬物，他に分類されないもの
  - Y43.9 治療上の使用により有害作用を引き起こした薬物，薬剤及び生物学的製剤，主として全身に作用する薬物，主として全身に作用する薬物，詳細不明
- Y44 治療上の使用により有害作用を引き起こした薬物，薬剤及び生物学的製剤，主として血液成分に作用する薬物
  - Y44.0 治療上の使用により有害作用を引き起こした薬物，薬剤及び生物学的製剤，主として血液成分に作用する薬物，鉄製剤及びその他の抗ヘモグロビン＜血色素＞減少性貧血製剤
  - Y44.1 治療上の使用により有害作用を引き起こした薬物，薬剤及び生物学的製剤，主として血液成分に作用する薬物，ビタミンB12，葉酸及びその他の抗赤芽球性貧血製剤
  - Y44.2 治療上の使用により有害作用を引き起こした薬物，薬剤及び生物学的製剤，主として血液成分に作用する薬物，抗血液凝固薬
  - Y44.3 治療上の使用により有害作用を引き起こした薬物，薬剤及び生物学的製剤，主として血液成分に作用する薬物，抗血液凝固薬拮抗薬，ビタミンK及びその他の血液凝固薬
  - Y44.4 治療上の使用により有害作用を引き起こした薬物，薬剤及び生物学的製剤，主として血液成分に作用する薬物，抗血栓薬［血小板凝集阻害薬］
  - Y44.5 治療上の使用により有害作用を引き起こした薬物，薬剤及び生物学的製剤，主として血液成分に作用する薬物，血栓溶解薬
  - Y44.6 治療上の使用により有害作用を引き起こした薬物，薬剤及び生物学的製剤，主として血液成分に作用する薬物，血液及び血液分画製剤
  - Y44.7 治療上の使用により有害作用を引き起こした薬物，薬剤及び生物学的製剤，主として血液成分に作用する薬物，血漿代替物
  - Y44.9 治療上の使用により有害作用を引き起こした薬物，薬剤及び生物学的製剤，主として血液成分に作用する薬物，血液成分に作用するその他及び詳細不明の薬物
- Y45 治療上の使用により有害作用を引き起こした薬物，薬剤及び生物学的製剤，鎮痛薬，解熱薬及び抗炎症薬
  - Y45.0 治療上の使用により有害作用を引き起こした薬物，薬剤及び生物学的製剤，鎮痛薬，解熱薬及び抗炎症薬，オピオイド類＜アヘン関連麻薬＞及び関連鎮痛薬
  - Y45.1 治療上の使用により有害作用を引き起こした薬物，薬剤及び生物学的製剤，鎮痛薬，解熱薬及び抗炎症薬，サリチル酸類
  - Y45.2 治療上の使用により有害作用を引き起こした薬物，薬剤及び生物学的製剤，鎮痛薬，解熱薬及び抗炎症薬，プロピオン酸誘導体
  - Y45.3 治療上の使用により有害作用を引き起こした薬物，薬剤及び生物学的製剤，鎮痛薬，解熱薬及び抗炎症薬，その他の非ステロイド系抗炎症薬［NSAID］
  - Y45.4 治療上の使用により有害作用を引き起こした薬物，薬剤及び生物学的製剤，鎮痛薬，解熱薬及び抗炎症薬，抗リウマチ薬
  - Y45.5 治療上の使用により有害作用を引き起こした薬物，薬剤及び生物学的製剤，鎮痛薬，解熱薬及び抗炎症薬，4－アミノフェノール誘導体
  - Y45.8 治療上の使用により有害作用を引き起こした薬物，薬剤及び生物学的製剤，鎮痛薬，解熱薬及び抗炎症薬，その他の鎮痛薬，解熱薬及び抗炎症薬
  - Y45.9 治療上の使用により有害作用を引き起こした薬物，薬剤及び生物学的製剤，鎮痛薬，解熱薬及び抗炎症薬，鎮痛薬，解熱薬及び抗炎症薬，詳細不明
- Y46 治療上の使用により有害作用を引き起こした薬物，薬剤及び生物学的製剤，抗てんかん薬及びパーキンソン病治療薬
  - Y46.0 治療上の使用により有害作用を引き起こした薬物，薬剤及び生物学的製剤，抗てんかん薬及びパーキンソン病治療薬，コハク酸イミド類
  - Y46.1 治療上の使用により有害作用を引き起こした薬物，薬剤及び生物学的製剤，抗てんかん薬及びパーキンソン病治療薬，オキサゾリジンジオン類
  - Y46.2 治療上の使用により有害作用を引き起こした薬物，薬剤及び生物学的製剤，抗てんかん薬及びパーキンソン病治療薬，ヒダントイン誘導体
  - Y46.3 治療上の使用により有害作用を引き起こした薬物，薬剤及び生物学的製剤，抗てんかん薬及びパーキンソン病治療薬，デオキシバルビツレート
  - Y46.4 治療上の使用により有害作用を引き起こした薬物，薬剤及び生物学的製剤，抗てんかん薬及びパーキンソン病治療薬，イミノスチルベン類
  - Y46.5 治療上の使用により有害作用を引き起こした薬物，薬剤及び生物学的製剤，抗てんかん薬及びパーキンソン病治療薬，バルプロ酸
  - Y46.6 治療上の使用により有害作用を引き起こした薬物，薬剤及び生物学的製剤，抗てんかん薬及びパーキンソン病治療薬，その他及び詳細不明の抗てんかん薬
  - Y46.7 治療上の使用により有害作用を引き起こした薬物，薬剤及び生物学的製剤，抗てんかん薬及びパーキンソン病治療薬，パーキンソン病治療薬
  - Y46.8 治療上の使用により有害作用を引き起こした薬物，薬剤及び生物学的製剤，抗てんかん薬及びパーキンソン病治療薬，鎮けい＜痙＞薬
- Y47 治療上の使用により有害作用を引き起こした薬物，薬剤及び生物学的製剤，鎮静薬，催眠薬及び抗不安薬
  - Y47.0 治療上の使用により有害作用を引き起こした薬物，薬剤及び生物学的製剤，鎮静薬，催眠薬及び抗不安薬，バルビツレート，他に分類されないもの
  - Y47.1 治療上の使用により有害作用を引き起こした薬物，薬剤及び生物学的製剤，鎮静薬，催眠薬及び抗不安薬，ベンゾジアゼピン類
  - Y47.2 治療上の使用により有害作用を引き起こした薬物，薬剤及び生物学的製剤，鎮静薬，催眠薬及び抗不安薬，クロラール誘導体
  - Y47.3 治療上の使用により有害作用を引き起こした薬物，薬剤及び生物学的製剤，鎮静薬，催眠薬及び抗不安薬，パラアルデヒド
  - Y47.4 治療上の使用により有害作用を引き起こした薬物，薬剤及び生物学的製剤，鎮静薬，催眠薬及び抗不安薬，臭素化合物
  - Y47.5 治療上の使用により有害作用を引き起こした薬物，薬剤及び生物学的製剤，鎮静薬，催眠薬及び抗不安薬，鎮静薬と催眠薬の混合物，他に分類されないもの
  - Y47.8 治療上の使用により有害作用を引き起こした薬物，薬剤及び生物学的製剤，鎮静薬，催眠薬及び抗不安薬，その他の鎮静薬，催眠薬及び抗不安薬
  - Y47.9 治療上の使用により有害作用を引き起こした薬物，薬剤及び生物学的製剤，鎮静薬，催眠薬及び抗不安薬，鎮静薬，催眠薬及び抗不安薬，詳細不明
- Y48 治療上の使用により有害作用を引き起こした薬物，薬剤及び生物学的製剤，麻酔薬及び治療用ガス類
  - Y48.0 治療上の使用により有害作用を引き起こした薬物，薬剤及び生物学的製剤，麻酔薬及び治療用ガス類，吸入麻酔薬
  - Y48.1 治療上の使用により有害作用を引き起こした薬物，薬剤及び生物学的製剤，麻酔薬及び治療用ガス類，静注麻酔薬
  - Y48.2 治療上の使用により有害作用を引き起こした薬物，薬剤及び生物学的製剤，麻酔薬及び治療用ガス類，その他及び詳細不明の全身麻酔薬
  - Y48.3 治療上の使用により有害作用を引き起こした薬物，薬剤及び生物学的製剤，麻酔薬及び治療用ガス類，局所麻酔薬
  - Y48.4 治療上の使用により有害作用を引き起こした薬物，薬剤及び生物学的製剤，麻酔薬及び治療用ガス類，麻酔薬，詳細不明
  - Y48.5 治療上の使用により有害作用を引き起こした薬物，薬剤及び生物学的製剤，麻酔薬及び治療用ガス類，治療用ガス類
- Y49 治療上の使用により有害作用を引き起こした薬物，薬剤及び生物学的製剤，向精神薬，他に分類されないもの
  - Y49.0 治療上の使用により有害作用を引き起こした薬物，薬剤及び生物学的製剤，向精神薬，他に分類されないもの，三環系及び四環系抗うつ薬
  - Y49.1 治療上の使用により有害作用を引き起こした薬物，薬剤及び生物学的製剤，向精神薬，他に分類されないもの，モノアミンオキシダーゼ阻害性抗うつ薬
  - Y49.2 治療上の使用により有害作用を引き起こした薬物，薬剤及び生物学的製剤，向精神薬，他に分類されないもの，その他及び詳細不明の抗うつ薬
  - Y49.3 治療上の使用により有害作用を引き起こした薬物，薬剤及び生物学的製剤，向精神薬，他に分類されないもの，フェノチアジン系抗精神病薬及び神経抑制薬
  - Y49.4 治療上の使用により有害作用を引き起こした薬物，薬剤及び生物学的製剤，向精神薬，他に分類されないもの，ブチロフェノン系及びチオキサンテン系神経抑制薬
  - Y49.5 治療上の使用により有害作用を引き起こした薬物，薬剤及び生物学的製剤，向精神薬，他に分類されないもの，その他の抗精神病薬及び神経抑制薬
  - Y49.6 治療上の使用により有害作用を引き起こした薬物，薬剤及び生物学的製剤，向精神薬，他に分類されないもの，精神変容薬［幻覚発現薬］
  - Y49.7 治療上の使用により有害作用を引き起こした薬物，薬剤及び生物学的製剤，向精神薬，他に分類されないもの，乱用される可能性がある興奮薬
  - Y49.8 治療上の使用により有害作用を引き起こした薬物，薬剤及び生物学的製剤，向精神薬，他に分類されないもの，その他の向精神薬，他に分類されないもの
  - Y49.9 治療上の使用により有害作用を引き起こした薬物，薬剤及び生物学的製剤，向精神薬，他に分類されないもの，向精神薬，詳細不明
- Y50 治療上の使用により有害作用を引き起こした薬物，薬剤及び生物学的製剤，中枢神経系興奮薬，他に分類されないもの
  - Y50.0 治療上の使用により有害作用を引き起こした薬物，薬剤及び生物学的製剤，中枢神経系興奮薬，他に分類されないもの，興奮薬＜蘇生薬＞
  - Y50.1 治療上の使用により有害作用を引き起こした薬物，薬剤及び生物学的製剤，他に分類されないもの，オピオイド受容体拮抗薬
  - Y50.2 治療上の使用により有害作用を引き起こした薬物，薬剤及び生物学的製剤，他に分類されないもの，メチルキサンチン類，他に分類されないもの
  - Y50.8 治療上の使用により有害作用を引き起こした薬物，薬剤及び生物学的製剤，他に分類されないもの，その他の中枢神経系興奮薬
  - Y50.9 治療上の使用により有害作用を引き起こした薬物，薬剤及び生物学的製剤，他に分類されないもの，中枢神経興奮薬，詳細不明
- Y51 治療上の使用により有害作用を引き起こした薬物，薬剤及び生物学的製剤，主として自律神経系に作用する薬物
  - Y51.0 治療上の使用により有害作用を引き起こした薬物，薬剤及び生物学的製剤，主として自律神経系に作用する薬物，コリンエステラーゼ阻害薬
  - Y51.1 治療上の使用により有害作用を引き起こした薬物，薬剤及び生物学的製剤，主として自律神経系に作用する薬物，その他の副交感神経興奮薬［コリン作動薬］
  - Y51.2 治療上の使用により有害作用を引き起こした薬物，薬剤及び生物学的製剤，主として自律神経系に作用する薬物，神経節遮断薬，他に分類されないもの
  - Y51.3 治療上の使用により有害作用を引き起こした薬物，薬剤及び生物学的製剤，主として自律神経系に作用する薬物，その他の副交感神経遮断薬［抗コリン及び抗ムスカリン作動薬］及び鎮けい＜痙＞薬，他に分類されないもの
  - Y51.4 治療上の使用により有害作用を引き起こした薬物，薬剤及び生物学的製剤，主として自律神経系に作用する薬物，アルファアドレナリン受容体作動薬，他に分類されないもの
  - Y51.5 治療上の使用により有害作用を引き起こした薬物，薬剤及び生物学的製剤，主として自律神経系に作用する薬物，ベータアドレナリン受容体作動薬，他に分類されないもの
  - Y51.6 治療上の使用により有害作用を引き起こした薬物，薬剤及び生物学的製剤，主として自律神経系に作用する薬物，アルファアドレナリン受容体拮抗薬，他に分類されないもの
  - Y51.7 治療上の使用により有害作用を引き起こした薬物，薬剤及び生物学的製剤，主として自律神経系に作用する薬物，ベータアドレナリン受容体拮抗薬，他に分類されないもの
  - Y51.8 治療上の使用により有害作用を引き起こした薬物，薬剤及び生物学的製剤，主として自律神経系に作用する薬物，中枢作動性及びアドレナリン作動性神経遮断薬，他に分類されないもの
  - Y51.9 治療上の使用により有害作用を引き起こした薬物，薬剤及び生物学的製剤，主として自律神経系に作用する薬物，主として自律神経系に作用するその他及び詳細不明の薬物
- Y52 治療上の使用により有害作用を引き起こした薬物，薬剤及び生物学的製剤，主として心血管系に作用する薬物
  - Y52.0 治療上の使用により有害作用を引き起こした薬物，薬剤及び生物学的製剤，主として心血管系に作用する薬物，強心配糖体及び類似作用薬
  - Y52.1 治療上の使用により有害作用を引き起こした薬物，薬剤及び生物学的製剤，主として心血管系に作用する薬物，カルシウムチャンネル遮断薬
  - Y52.2 治療上の使用により有害作用を引き起こした薬物，薬剤及び生物学的製剤，主として心血管系に作用する薬物，その他の抗不整脈薬，他に分類されないもの
  - Y52.3 治療上の使用により有害作用を引き起こした薬物，薬剤及び生物学的製剤，主として心血管系に作用する薬物，冠血管拡張薬，他に分類されないもの
  - Y52.4 治療上の使用により有害作用を引き起こした薬物，薬剤及び生物学的製剤，主として心血管系に作用する薬物，アンギオテンシン変換酵素阻害薬
  - Y52.5 治療上の使用により有害作用を引き起こした薬物，薬剤及び生物学的製剤，主として心血管系に作用する薬物，その他の抗高血圧薬，他に分類されないもの
  - Y52.6 治療上の使用により有害作用を引き起こした薬物，薬剤及び生物学的製剤，主として心血管系に作用する薬物，高脂血症治療薬及び動脈硬化治療薬
  - Y52.7 治療上の使用により有害作用を引き起こした薬物，薬剤及び生物学的製剤，主として心血管系に作用する薬物，末梢血管拡張薬
  - Y52.8 治療上の使用により有害作用を引き起こした薬物，薬剤及び生物学的製剤，主として心血管系に作用する薬物，静脈瘤治療薬，硬化薬を含む
  - Y52.9 治療上の使用により有害作用を引き起こした薬物，薬剤及び生物学的製剤，主として心血管系に作用する薬物，主として心血管系に作用するその他及び詳細不明の薬物
- Y53 治療上の使用により有害作用を引き起こした薬物，薬剤及び生物学的製剤，主として消化器系に作用する薬物
  - Y53.0 治療上の使用により有害作用を引き起こした薬物，薬剤及び生物学的製剤，主として消化器系に作用する薬物，ヒスタミンH2受容体拮抗薬
  - Y53.1 治療上の使用により有害作用を引き起こした薬物，薬剤及び生物学的製剤，主として消化器系に作用する薬物，その他の制酸薬及び胃液分泌抑制薬
  - Y53.2 治療上の使用により有害作用を引き起こした薬物，薬剤及び生物学的製剤，主として消化器系に作用する薬物，刺激性緩下薬
  - Y53.3 治療上の使用により有害作用を引き起こした薬物，薬剤及び生物学的製剤，主として消化器系に作用する薬物，塩類及び浸透圧性緩下薬
  - Y53.4 治療上の使用により有害作用を引き起こした薬物，薬剤及び生物学的製剤，主として消化器系に作用する薬物，その他の緩下薬
  - Y53.5 治療上の使用により有害作用を引き起こした薬物，薬剤及び生物学的製剤，主として消化器系に作用する薬物，消化薬
  - Y53.6 治療上の使用により有害作用を引き起こした薬物，薬剤及び生物学的製剤，主として消化器系に作用する薬物，止しゃ薬
  - Y53.7 治療上の使用により有害作用を引き起こした薬物，薬剤及び生物学的製剤，主として消化器系に作用する薬物，催吐薬
  - Y53.8 治療上の使用により有害作用を引き起こした薬物，薬剤及び生物学的製剤，主として消化器系に作用する薬物，主として消化器系に作用するその他の薬物
  - Y53.9 治療上の使用により有害作用を引き起こした薬物，薬剤及び生物学的製剤，主として消化器系に作用する薬物，主として消化器系に作用する薬物，詳細不明
- Y54 治療上の使用により有害作用を引き起こした薬物，薬剤及び生物学的製剤，主として水分調節，ミネラル＜鉱質＞及び尿酸代謝に作用する薬物
  - Y54.0 治療上の使用により有害作用を引き起こした薬物，薬剤及び生物学的製剤，主として水分調節，ミネラル＜鉱質＞及び尿酸代謝に作用する薬物，ミネラル＜鉱質＞コルチコイド類
  - Y54.1 治療上の使用により有害作用を引き起こした薬物，薬剤及び生物学的製剤，主として水分調節，ミネラル＜鉱質＞及び尿酸代謝に作用する薬物，ミネラル＜鉱質＞コルチコイド拮抗薬［アルドステロン拮抗薬］
  - Y54.2 治療上の使用により有害作用を引き起こした薬物，薬剤及び生物学的製剤，主として水分調節，ミネラル＜鉱質＞及び尿酸代謝に作用する薬物，炭酸脱水酵素阻害薬
  - Y54.3 治療上の使用により有害作用を引き起こした薬物，薬剤及び生物学的製剤，主として水分調節，ミネラル＜鉱質＞及び尿酸代謝に作用する薬物，ベンゾチアジアジン誘導体
  - Y54.4 治療上の使用により有害作用を引き起こした薬物，薬剤及び生物学的製剤，主として水分調節，ミネラル＜鉱質＞及び尿酸代謝に作用する薬物，ループ［high－ceiling］利尿薬
  - Y54.5 治療上の使用により有害作用を引き起こした薬物，薬剤及び生物学的製剤，主として水分調節，ミネラル＜鉱質＞及び尿酸代謝に作用する薬物，その他の利尿薬
  - Y54.6 治療上の使用により有害作用を引き起こした薬物，薬剤及び生物学的製剤，主として水分調節，ミネラル＜鉱質＞及び尿酸代謝に作用する薬物，電解質，カロリー及び水分の平衡薬
  - Y54.7 治療上の使用により有害作用を引き起こした薬物，薬剤及び生物学的製剤，主として水分調節，ミネラル＜鉱質＞及び尿酸代謝に作用する薬物，石灰化に作用する薬物
  - Y54.8 治療上の使用により有害作用を引き起こした薬物，薬剤及び生物学的製剤，主として水分調節，ミネラル＜鉱質＞及び尿酸代謝に作用する薬物，尿酸代謝に作用する薬物
  - Y54.9 治療上の使用により有害作用を引き起こした薬物，薬剤及び生物学的製剤，主として水分調節，ミネラル＜鉱質＞及び尿酸代謝に作用する薬物，ミネラル＜鉱質＞塩類，他に分類されないもの
- Y55 治療上の使用により有害作用を引き起こした薬物，薬剤及び生物学的製剤，主として平滑筋，骨格筋及び呼吸器系に作用する薬物
  - Y55.0 治療上の使用により有害作用を引き起こした薬物，薬剤及び生物学的製剤，主として平滑筋，骨格筋及び呼吸器系に作用する薬物，子宮収縮薬
  - Y55.1 治療上の使用により有害作用を引き起こした薬物，薬剤及び生物学的製剤，主として平滑筋，骨格筋及び呼吸器系に作用する薬物，骨格筋し＜弛＞緩薬［神経筋遮断薬］
  - Y55.2 治療上の使用により有害作用を引き起こした薬物，薬剤及び生物学的製剤，主として平滑筋，骨格筋及び呼吸器系に作用する薬物，主として筋肉に作用するその他及び詳細不明の薬物
  - Y55.3 治療上の使用により有害作用を引き起こした薬物，薬剤及び生物学的製剤，主として平滑筋，骨格筋及び呼吸器系に作用する薬物，鎮咳薬
  - Y55.4 治療上の使用により有害作用を引き起こした薬物，薬剤及び生物学的製剤，主として平滑筋，骨格筋及び呼吸器系に作用する薬物，去痰薬
  - Y55.5 治療上の使用により有害作用を引き起こした薬物，薬剤及び生物学的製剤，主として平滑筋，骨格筋及び呼吸器系に作用する薬物，抗感冒薬
  - Y55.6 治療上の使用により有害作用を引き起こした薬物，薬剤及び生物学的製剤，主として平滑筋，骨格筋及び呼吸器系に作用する薬物，抗喘息薬，他に分類されないもの
  - Y55.7 治療上の使用により有害作用を引き起こした薬物，薬剤及び生物学的製剤，主として平滑筋，骨格筋及び呼吸器系に作用する薬物，主として呼吸器系に作用するその他及び詳細不明の薬物
- Y56 治療上の使用により有害作用を引き起こした薬物，薬剤及び生物学的製剤，主として皮膚及び粘膜に作用する局所用薬物，眼科用薬，耳鼻咽喉科用薬及び歯科用薬
  - Y56.0 治療上の使用により有害作用を引き起こした薬物，薬剤及び生物学的製剤，主として皮膚及び粘膜に作用する局所用薬物，眼科用薬，耳鼻咽喉科用薬及び歯科用薬，局所に適用する抗真菌薬，抗感染薬及び抗炎症薬，他に分類されないもの
  - Y56.1 治療上の使用により有害作用を引き起こした薬物，薬剤及び生物学的製剤，主として皮膚及び粘膜に作用する局所用薬物，眼科用薬，耳鼻咽喉科用薬及び歯科用薬，止痒薬
  - Y56.2 治療上の使用により有害作用を引き起こした薬物，薬剤及び生物学的製剤，主として皮膚及び粘膜に作用する局所用薬物，眼科用薬，耳鼻咽喉科用薬及び歯科用薬，局所に適用する収れん＜斂＞薬及び界面活性剤
  - Y56.3 治療上の使用により有害作用を引き起こした薬物，薬剤及び生物学的製剤，主として皮膚及び粘膜に作用する局所用薬物，眼科用薬，耳鼻咽喉科用薬及び歯科用薬，皮膚軟化薬，粘滑薬及び保護薬
  - Y56.4 治療上の使用により有害作用を引き起こした薬物，薬剤及び生物学的製剤 角質溶解薬，角質形成薬及びその他の毛髪治療薬及び製剤
  - Y56.5 治療上の使用により有害作用を引き起こした薬物，薬剤及び生物学的製剤，主として皮膚及び粘膜に作用する局所用薬物，眼科用薬，耳鼻咽喉科用薬及び歯科用薬，眼科用薬及び製剤
  - Y56.6 治療上の使用により有害作用を引き起こした薬物，薬剤及び生物学的製剤，主として皮膚及び粘膜に作用する局所用薬物，眼科用薬，耳鼻咽喉科用薬及び歯科用薬，耳鼻咽喉科用薬及び製剤
  - Y56.7 治療上の使用により有害作用を引き起こした薬物，薬剤及び生物学的製剤，主として皮膚及び粘膜に作用する局所用薬物，眼科用薬，耳鼻咽喉科用薬及び歯科用薬，歯科用薬，局所用
  - Y56.8 治療上の使用により有害作用を引き起こした薬物，薬剤及び生物学的製剤，主として皮膚及び粘膜に作用する局所用薬物，眼科用薬，耳鼻咽喉科用薬及び歯科用薬，その他の局所用薬物
  - Y56.9 治療上の使用により有害作用を引き起こした薬物，薬剤及び生物学的製剤，主として皮膚及び粘膜に作用する局所用薬物，眼科用薬，耳鼻咽喉科用薬及び歯科用薬，局所用薬物，詳細不明
- Y57 治療上の使用により有害作用を引き起こした薬物，薬剤及び生物学的製剤，その他及び詳細不明の薬物及び薬剤
  - Y57.0 治療上の使用により有害作用を引き起こした薬物，薬剤及び生物学的製剤，その他及び詳細不明の薬物及び薬剤，食欲抑制薬［食欲低下薬］
  - Y57.1 治療上の使用により有害作用を引き起こした薬物，薬剤及び生物学的製剤，その他及び詳細不明の薬物及び薬剤，脂肪作用薬
  - Y57.2 治療上の使用により有害作用を引き起こした薬物，薬剤及び生物学的製剤，その他及び詳細不明の薬物及び薬剤，解毒薬及びキレート剤，他に分類されないもの
  - Y57.3 治療上の使用により有害作用を引き起こした薬物，薬剤及び生物学的製剤，その他及び詳細不明の薬物及び薬剤，嫌酒薬
  - Y57.4 治療上の使用により有害作用を引き起こした薬物，薬剤及び生物学的製剤，その他及び詳細不明の薬物及び薬剤，医薬品添加物
  - Y57.5 治療上の使用により有害作用を引き起こした薬物，薬剤及び生物学的製剤，その他及び詳細不明の薬物及び薬剤，X線造影剤
  - Y57.6 治療上の使用により有害作用を引き起こした薬物，薬剤及び生物学的製剤，その他及び詳細不明の薬物及び薬剤，その他の診断薬
  - Y57.7 治療上の使用により有害作用を引き起こした薬物，薬剤及び生物学的製剤，その他及び詳細不明の薬物及び薬剤，ビタミン類，他に分類されないもの
  - Y57.8 治療上の使用により有害作用を引き起こした薬物，薬剤及び生物学的製剤，その他及び詳細不明の薬物及び薬剤，その他の薬物及び薬剤
  - Y57.9 治療上の使用により有害作用を引き起こした薬物，薬剤及び生物学的製剤，その他及び詳細不明の薬物及び薬剤，薬物又は薬剤，詳細不明
- Y58 治療上の使用により有害作用を引き起こした薬物，薬剤及び生物学的製剤，細菌ワクチン
  - Y58.0 治療上の使用により有害作用を引き起こした薬物，薬剤及び生物学的製剤，細菌ワクチン，BCGワクチン
  - Y58.1 治療上の使用により有害作用を引き起こした薬物，薬剤及び生物学的製剤，細菌ワクチン，腸チフス及びパラチフスワクチン
  - Y58.2 治療上の使用により有害作用を引き起こした薬物，薬剤及び生物学的製剤，細菌ワクチン，コレラワクチン
  - Y58.3 治療上の使用により有害作用を引き起こした薬物，薬剤及び生物学的製剤，細菌ワクチン，ペストワクチン
  - Y58.4 治療上の使用により有害作用を引き起こした薬物，薬剤及び生物学的製剤，細菌ワクチン，破傷風ワクチン
  - Y58.5 治療上の使用により有害作用を引き起こした薬物，薬剤及び生物学的製剤，細菌ワクチン，ジフテリアワクチン
  - Y58.6 治療上の使用により有害作用を引き起こした薬物，薬剤及び生物学的製剤，細菌ワクチン，百日咳ワクチン，百日咳菌コンポーネントとの混合物を含む
  - Y58.8 治療上の使用により有害作用を引き起こした薬物，薬剤及び生物学的製剤，細菌ワクチン，混合細菌ワクチン，百日咳菌コンポーネントとの混合物を除く
  - Y58.9 治療上の使用により有害作用を引き起こした薬物，薬剤及び生物学的製剤，細菌ワクチン，その他及び詳細不明の細菌ワクチン
- Y59 治療上の使用により有害作用を引き起こした薬物，薬剤及び生物学的製剤，その他及び詳細不明のワクチン及び生物学的製剤
  - Y59.0 治療上の使用により有害作用を引き起こした薬物，薬剤及び生物学的製剤，その他及び詳細不明のワクチン及び生物学的製剤，ウイルスワクチン
  - Y59.1 治療上の使用により有害作用を引き起こした薬物，薬剤及び生物学的製剤，その他及び詳細不明のワクチン及び生物学的製剤，リケッチアワクチン
  - Y59.2 治療上の使用により有害作用を引き起こした薬物，薬剤及び生物学的製剤，その他及び詳細不明のワクチン及び生物学的製剤，原虫ワクチン
  - Y59.3 治療上の使用により有害作用を引き起こした薬物，薬剤及び生物学的製剤，その他及び詳細不明のワクチン及び生物学的製剤，免疫グロブリン
  - Y59.8 治療上の使用により有害作用を引き起こした薬物，薬剤及び生物学的製剤，その他及び詳細不明のワクチン及び生物学的製剤，その他の明示されたワクチン及び生物学的製剤
  - Y59.9 治療上の使用により有害作用を引き起こした薬物，薬剤及び生物学的製剤，その他及び詳細不明のワクチン及び生物学的製剤，ワクチン又は生物学的製剤，詳細不明

### (Y60-Y69) 外科的及び内科的ケア時における患者に対する医療事故
- Y60 外科的及び内科的ケア時における意図しない切断，穿刺，穿孔又は出血
  - Y60.0 外科的及び内科的ケア時における意図しない切断，穿刺，穿孔又は出血，外科手術時におけるもの
  - Y60.1 外科的及び内科的ケア時における意図しない切断，穿刺，穿孔又は出血，輸液または輸血時におけるもの
  - Y60.2 外科的及び内科的ケア時における意図しない切断，穿刺，穿孔又は出血，腎透析またはその他の灌流時におけるもの
  - Y60.3 外科的及び内科的ケア時における意図しない切断，穿刺，穿孔又は出血，注射またはワクチン接種時におけるもの
  - Y60.4 外科的及び内科的ケア時における意図しない切断，穿刺，穿孔又は出血，内視鏡検査時におけるもの
  - Y60.5 外科的及び内科的ケア時における意図しない切断，穿刺，穿孔又は出血，心（臓）カテーテル法実施時におけるもの
  - Y60.6 外科的及び内科的ケア時における意図しない切断，穿刺，穿孔又は出血，吸引，穿刺及びその他のカテーテル法実施時におけるもの
  - Y60.7 外科的及び内科的ケア時における意図しない切断，穿刺，穿孔又は出血，浣腸時におけるもの
  - Y60.8 外科的及び内科的ケア時における意図しない切断，穿刺，穿孔又は出血，その他の外科的及び内科的ケア時におけるもの
  - Y60.9 外科的及び内科的ケア時における意図しない切断，穿刺，穿孔又は出血，詳細不明の外科的及び内科的ケア時におけるもの
- Y61 外科的及び内科的ケア時における不慮の体内残留異物
  - Y61.0 外科的及び内科的ケア時における不慮の体内残留異物，外科手術時におけるもの
  - Y61.1 外科的及び内科的ケア時における不慮の体内残留異物，輸液又は輸血時におけるもの
  - Y61.2 外科的及び内科的ケア時における不慮の体内残留異物，腎透析及びその他の灌流時におけるもの
  - Y61.3 外科的及び内科的ケア時における不慮の体内残留異物，注射又はワクチン接種時におけるもの
  - Y61.4 外科的及び内科的ケア時における不慮の体内残留異物，内視鏡検査時におけるもの
  - Y61.5 外科的及び内科的ケア時における不慮の体内残留異物，心（臓）カテーテル法実施時におけるもの
  - Y61.6 外科的及び内科的ケア時における不慮の体内残留異物，吸引，穿刺及びその他のカテーテル法実施時におけるもの
  - Y61.7 外科的及び内科的ケア時における不慮の体内残留異物，カテーテル又は填塞物の除去時におけるもの
  - Y61.8 外科的及び内科的ケア時における不慮の体内残留異物，その他の外科的及び内科的ケア時におけるもの
  - Y61.9 外科的及び内科的ケア時における不慮の体内残留異物，詳細不明の外科的及び内科的ケア時におけるもの
- Y62 外科的及び内科的ケア時における無菌的処理の失敗
  - Y62.0 外科的及び内科的ケア時における無菌的処理の失敗，外科手術時におけるもの
  - Y62.1 外科的及び内科的ケア時における無菌的処理の失敗，輸液又は輸血時におけるもの
  - Y62.2 外科的及び内科的ケア時における無菌的処理の失敗，腎透析又はその他の灌流時におけるもの
  - Y62.3 外科的及び内科的ケア時における無菌的処理の失敗，注射又はワクチン接種時におけるもの
  - Y62.4 外科的及び内科的ケア時における無菌的処理の失敗，内視鏡検査時におけるもの
  - Y62.5 外科的及び内科的ケア時における無菌的処理の失敗，心（臓）カテーテル法実施時におけるもの
  - Y62.6 外科的及び内科的ケア時における無菌的処理の失敗，吸引，穿刺及びその他のカテーテル法実施時におけるもの
  - Y62.8 外科的及び内科的ケア時における無菌的処理の失敗，その他の外科的及び内科的ケア時におけるもの
  - Y62.9 外科的及び内科的ケア時における無菌的処理の失敗，詳細不明の外科的及び内科的ケア時におけるもの
- Y63 外科的及び内科的ケア時における投与量の誤り
  - Y63.0 輸血又は輸液時における血液又はその他の液体の過剰
  - Y63.1 輸液時に使用された液体の不正確な希釈
  - Y63.2 放射線治療時における過剰照射
  - Y63.3 内科的ケア時における不注意による患者の放射線被爆
  - Y63.4 電気ショック又はインスリンショック療法における量の誤り
  - Y63.5 局所への貼用及びパックにおける温度不適
  - Y63.6 必要な薬物，薬剤又は生物学的製剤の無投与
  - Y63.8 その他の外科的及び内科的ケア時における投与量の誤り
  - Y63.9 詳細不明の外科的及び内科的ケア時における投与量の誤り
- Y64 汚染された医薬品又は生物学的製剤
  - Y64.0 汚染された医薬品又は生物学的製剤，輸血又は輸液されたもの
  - Y64.1 汚染された医薬品又は生物学的製剤，注射又は予防接種に使用されたもの
  - Y64.8 その他の手段で投与された汚染された医薬品又は生物学的製剤
  - Y64.9 詳細不明の手段で投与された汚染された医薬品又は生物学的製剤
- Y65 外科的及び内科的ケア時におけるその他の事故
  - Y65.0 輸血に使用された不適合血液
  - Y65.1 輸液に使用された不適切な液体
  - Y65.2 外科手術における縫合又は結紮の失敗
  - Y65.3 麻酔処置における気管チューブの誤装着
  - Y65.4 その他のチューブ又は装置の着脱の失敗
  - Y65.5 不適正な手術の実施
  - Y65.8 外科的及び内科的ケア時におけるその他の明示された事故
- Y66 外科的及び内科的ケアの非実施
- Y69 外科的及び内科的ケア時における詳細不明の事故

### (Y70-Y82) 治療及び診断に用いて副反応を起こした医療用器具
- Y70 副反応を起こした麻酔科用器具
- Y71 副反応を起こした循環器科用器具
- Y72 副反応を起こした耳鼻咽喉科用器具
- Y73 副反応を起こした胃腸科用及び泌尿器科用器具
- Y74 副反応を起こした一般的な病院用及び個人用器具
- Y75 副反応を起こした神経科用器具
- Y76 副反応を起こした産婦人科用器具
- Y77 副反応を起こした眼科用器具
- Y78 副反応を起こした放射線科用器具
- Y79 副反応を起こした整形外科用器具
- Y80 副反応を起こした身体医学用器具
- Y81 副反応を起こした一般外科用及び形成外科用器具
- Y82 副反応を起こしたその他及び詳細不明の医療用器具

### (Y83-Y84) 患者の異常反応又は後発合併症を生じた外科的及びその他の医学的処置で，処置時には事故の記載がないもの
- Y83 患者の異常反応又は後発合併症を生じた外科手術及びその他の外科的処置で，処置時には事故の記載がないもの
  - Y83.0 患者の異常反応又は後発合併症を生じた外科手術及びその他の外科的処置で，処置時には事故の記載がないもの，器官全体の移植を伴う外科手術
  - Y83.1 患者の異常反応又は後発合併症を生じた外科手術及びその他の外科的処置で，処置時には事故の記載がないもの，人工体内器具の植込みを伴う外科手術
  - Y83.2 患者の異常反応又は後発合併症を生じた外科手術及びその他の外科的処置で，処置時には事故の記載がないもの，吻合，バイパス又は移植を伴う外科手術
  - Y83.3 患者の異常反応又は後発合併症を生じた外科手術及びその他の外科的処置で，処置時には事故の記載がないもの，外部ストマ形成を伴う外科手術
  - Y83.4 患者の異常反応又は後発合併症を生じた外科手術及びその他の外科的処置で，処置時には事故の記載がないもの，その他の再建手術
  - Y83.5 患者の異常反応又は後発合併症を生じた外科手術及びその他の外科的処置で，処置時には事故の記載がないもの，(四)肢切断
  - Y83.6 患者の異常反応又は後発合併症を生じた外科手術及びその他の外科的処置で，処置時には事故の記載がないもの，その他の器官(一部)(全部)の除去
  - Y83.8 患者の異常反応又は後発合併症を生じた外科手術及びその他の外科的処置で，処置時には事故の記載がないもの，その他の外科的処置
  - Y83.9 患者の異常反応又は後発合併症を生じた外科手術及びその他の外科的処置で，処置時には事故の記載がないもの，外科的処置，詳細不明
- Y84 患者の異常反応又は後発合併症を生じたその他の医学的処置で，処置時には事故の記載がないもの
  - Y84.0 患者の異常反応又は後発合併症を生じたその他の医学的処置で，処置時には事故の記載がないもの，心(臓)カテーテル法
  - Y84.1 患者の異常反応又は後発合併症を生じたその他の医学的処置で，処置時には事故の記載がないもの，腎透析
  - Y84.2 患者の異常反応又は後発合併症を生じたその他の医学的処置で，処置時には事故の記載がないもの，放射線医学的処置及び放射線治療
  - Y84.3 患者の異常反応又は後発合併症を生じたその他の医学的処置で，処置時には事故の記載がないもの，'ショック療法
  - Y84.4 患者の異常反応又は後発合併症を生じたその他の医学的処置で，処置時には事故の記載がないもの，体液の吸引
  - Y84.5 患者の異常反応又は後発合併症を生じたその他の医学的処置で，処置時には事故の記載がないもの，胃又は十二指腸ゾンデの挿入
  - Y84.6 患者の異常反応又は後発合併症を生じたその他の医学的処置で，処置時には事故の記載がないもの，尿路カテーテル法
  - Y84.7 患者の異常反応又は後発合併症を生じたその他の医学的処置で，処置時には事故の記載がないもの，採血
  - Y84.8 患者の異常反応又は後発合併症を生じたその他の医学的処置で，処置時には事故の記載がないもの，'その他の医学的処置
  - Y84.9 患者の異常反応又は後発合併症を生じたその他の医学的処置で，処置時には事故の記載がないもの，医学的処置，詳細不明

### (Y85-Y89) 傷病及び死亡の外因の続発・後遺症
- Y85 交通事故の続発・後遺症
  - Y85.0 モーター車両事故の続発・後遺症
  - Y85.9 その他及び詳細不明の交通事故の続発・後遺症
- Y86 その他の不慮の事故の続発・後遺症
- Y87 故意の自傷，加害にもとづく傷害及び不慮か故意か決定されない事件の続発・後遺症
  - Y87.0 故意の自傷の続発・後遺症
  - Y87.1 加害にもとづく傷害の続発・後遺症
  - Y87.2 不慮か故意か決定されない事件の続発・後遺症
- Y88 外因としての外科的及び内科的ケアの続発・後遺症
  - Y88.0 薬物，薬剤及び生物学的製剤の治療上の使用により生じた有害作用の続発・後遺症
  - Y88.1 外科的又は内科的ケア時における患者に対する医療事故の続発・後遺症
  - Y88.2 診断及び治療に用いて生じた医療器具による有害作用の続発・後遺症
  - Y88.3 患者の異常反応又は後発合併症を生じた外科的及び内科的処置の続発・後遺症，処置時には事故の記載がないもの
- Y89 その他の外因の続発・後遺症
  - Y89.0 法的介入の続発・後遺症
  - Y89.1 戦争行為の続発・後遺症
  - Y89.9 詳細不明の外因の続発・後遺症

### (Y90-Y98) 他に分類される傷病及び死亡の原因に関係する補助的因子
- Y90 血中アルコール濃度によるアルコールの関与の証明
  - Y90.0 血中アルコール濃度によるアルコールの関与の証明，血中アルコール濃度 20mg／100ml未満
  - Y90.1 血中アルコール濃度によるアルコールの関与の証明，血中アルコール濃度 20－39mg／100ml
  - Y90.2 血中アルコール濃度によるアルコールの関与の証明，血中アルコール濃度 40－59mg／100ml
  - Y90.3 血中アルコール濃度によるアルコールの関与の証明，血中アルコール濃度 60－79mg／100ml
  - Y90.4 血中アルコール濃度によるアルコールの関与の証明，血中アルコール濃度 80－99mg／100ml
  - Y90.5 血中アルコール濃度によるアルコールの関与の証明，血中アルコール濃度 100－119mg／100ml
  - Y90.6 血中アルコール濃度によるアルコールの関与の証明，血中アルコール濃度 120－199mg／100ml
  - Y90.7 血中アルコール濃度によるアルコールの関与の証明，血中アルコール濃度 200－239mg／100ml
  - Y90.8 血中アルコール濃度によるアルコールの関与の証明，血中アルコール濃度 240mg／100ml以上
  - Y90.9 血中アルコール濃度によるアルコールの関与の証明，血中にアルコールが存在するが，濃度は不明
- Y91 中毒の程度によるアルコールの関与の証明
  - Y91.0 中毒の程度によるアルコールの関与の証明，軽度のアルコール中毒
  - Y91.1 中毒の程度によるアルコールの関与の証明，中等度のアルコール中毒
  - Y91.2 中毒の程度によるアルコールの関与の証明，高度のアルコール中毒
  - Y91.3 中毒の程度によるアルコールの関与の証明，極度のアルコール中毒
  - Y91.9 中毒の程度によるアルコールの関与の証明，アルコールの関与，他に記載のないもの
- Y95 病院内の環境等に関連した病態
- Y96 職業に関連した病態
- Y97 環境汚染に関連した病態
- Y98 生活様式に関連した病態